# فانكوفر وايتكابس (1986-2010)
فانكوفر وايتكابس هو نادي كرة قدم كندي أٌسس عام 1986. يلعب النادي في USSF Division 2 Professional League ‏.